# Robert Meachem
Robert Meachem (Tulsa, Oklahoma, 28 de setembro de 1984) é um jogador profissional de futebol americano estadunidense que atua como wide receiver e que foi campeão da temporada de 2009 da National Football League jogando pelo New Orleans Saints.